# Alchemy (Dire Straits)
Alchemy is een dubbel-album van Dire Straits, dat live is opgenomen. Het album verscheen in maart 1984. De bandleden kozen ervoor om alle foutjes te laten zoals ze zijn, die ook duidelijk te horen zijn in de opnames. Van dit concert is ook een video beschikbaar.
In 2010 is het album opnieuw uitgegeven op vinyl en cd, samen met een dvd-versie.

## Cover
De ontwerper van de cover voor Alchemy was Brett Whiteley. Het oorspronkelijke schilderij, gemaakt tussen 1972 en 1973, was samengesteld uit verschillende panelen. Veel van die panelen zijn verguld, een verwijzing naar het alchemistisch proces. In zijn geheel refereert de cover naar transformatie, zoals de transmutatie van gewoon metaal naar goud.
Op de cover, rechts boven, staat Scrooge Mc Duck afgebeeld.

## Tracks
| Nr. | Titel                        | Duur  |
| --- | ---------------------------- | ----- |
| 1.  | Once Upon a Time in the West | 13:01 |
| 2.  | Expresso Love                | 5:45  |
| 3.  | Romeo and Juliet             | 8:17  |
| 4.  | Love over Gold               | 3:27  |
| 5.  | Private Investigations       | 7:34  |
| 6.  | Sultans of Swing             | 10:54 |

| 1.                 | Two Young Lovers                                                      | 4:49  |
| 2.                 | Tunnel of Love (Mark Knopfler, Richard Rodgers, Oscar Hammerstein II) | 14:29 |
| 3.                 | Telegraph Road                                                        | 13:37 |
| 4.                 | Solid Rock                                                            | 6:01  |
| 5.                 | Going Home                                                            | 6:05  |
| Totale duur: 93:59 |                                                                       |       |

Mark Knopfler · John Illsley
Guy Fletcher · Alan Clark · David Knopfler · Pick Withers · Hal Lindes · Terry Williams · Jack Sonni